# Yenenesh Shimket
Yenenesh Shimket (* 9. Februar 2007) ist eine äthiopische Leichtathletin, die sich auf den Langstreckenlauf spezialisiert hat und insbesondere im Crosslauf erfolgreich ist.

## Sportliche Laufbahn
Erste internationale Erfahrungen sammelte Yenenesh Shimket bei den Crosslauf-Afrikameisterschaften 2024 in Hammamet in 21:01 min die Silbermedaille im U20-Rennen gewann. Im November siegte sie in 18:35 min beim Cinque Mulini, einem Crosslauf der höchsten Goldkategorie in Italien. Im Jahr darauf siegte sie in 21:18 min beim International La Mandria Cross bei einem weiteren Rennen der World Athletics Cross Country Tour 2024/25 und wurde damit in der Gesamtwertung Siebte. 

## Persönliche Bestzeiten
- 3000 Meter: 9:08,20 min, 8. September 2024 in Brescia
- 5000 Meter: 16:07,27 min, 20. April 2024 in Nairobi